# Station Moskva Koerskaja

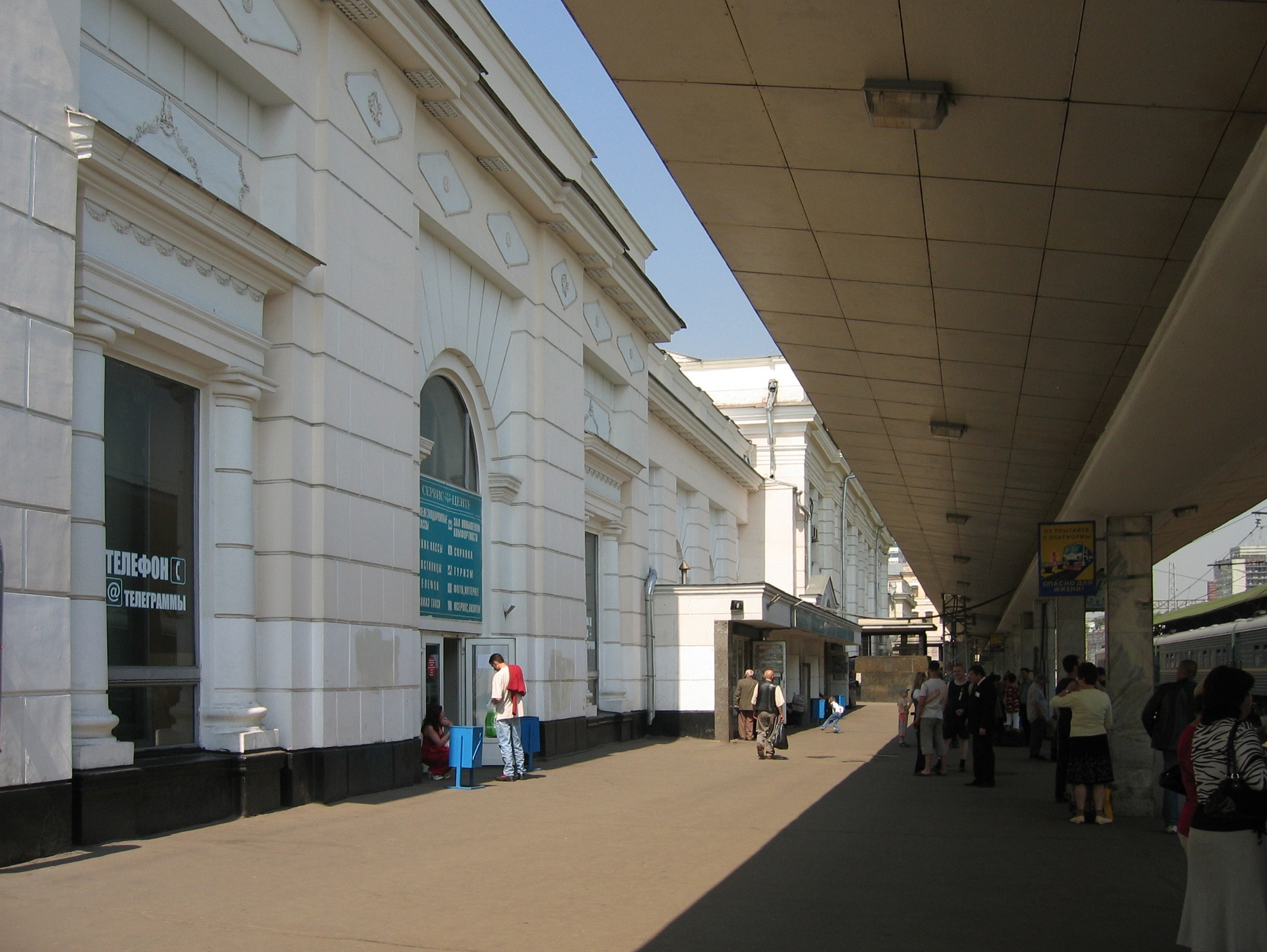
Het oude gedeelte van het station

Station Moskva Koerskaja (Russisch: Москва Курская), meestal kortweg Koerski vokzal (Курский вокзал) ofwel Koerskstation genoemd, is een van de negen kopstations van Moskou. Het station bevindt zich aan de Tuinring, ten oosten van het stadscentrum.
Het station werd gebouwd ter vervanging van de tijdelijke, net buiten de stadsgrenzen gelegen stations van de in de jaren 1860 aangelegde spoorlijnen naar Koersk en Nizjni Novgorod. Op 14 juni 1896 opende het nieuwe stationsgebouw in neoclassicistische stijl onder de naam Koersko-Nizjegorodski vokzal. In de jaren 1930 onderging het een grootschalige renovatie en in 1972 werd het geïntegreerd in een nieuw stationscomplex met glazen voorgevel.
Vanaf het Koerski vokzal vertrekken langeafstandstreinen naar het zuidwesten van Rusland, Oekraïne (waaronder de Krim), de Kaukasus en de Zwartezeekust; ook zijn er enkele verbindingen met Nizjni Novgorod en Perm. Voorstadstreinen bedienen het oosten van de oblast Moskou en Vladimir. Het Koerski vokzal is met het metronet verbonden via de metrostations Koerskaja, Koerskaja Koltsevaja  en Tsjkalovskaja. Sinds 21 november 2019 is de stadsgewestelijke lijn D2 in gebruik en vanaf 2021 zal ook de D4 het station aandoen. 
Beloroesski vokzal ·
Jaroslavski vokzal ·
Kazanski vokzal ·
Kievski vokzal ·
Koerski vokzal ·
Leningradski vokzal ·
Paveletski vokzal ·
Rizjski vokzal ·
Savjolovski vokzal